# Out of the Loop
Out of the Loop ist ein Jazzalbum von Håkon Kornstad. Die Aufnahmen, die im Wesentlichen im März 2020 in der Sofienberg-Kirche in Oslo entstanden und die Håkon Kornstad anschließend in seinem Heimstudio mischte und produzierte, erschienen am 27. November 2020 auf Jazzland Records.

## Hintergrund
Kornstad beschäftigte sich auf dem Album mit den Möglichkeiten der Selbstvervielfältigung dank Loop-Pedal, das Melodien und Klänge in Endlosschleifen wiederzugeben vermag. Mithilfe dieser Technik gibt der Norweger schon seit Jahren Konzerte und hat auch schon mehrere Solo-Alben aufgenommen. Das Album wurde während des Lockdowns in Folge der COVID-19-Pandemie in Norwegen 2020 in der Sofienberg-Kirche in Oslo aufgenommen. Kornstad spielt neben dem Tenorsaxophon auch die Flutonette, eine Flöte mit einem Klarinetten-Mundstück. Das Album enthält auch Hommagen an zwei Vorbilder Kornstads; das erste dieser Stücke ist „Dewey Number“, eine Hommage an Dewey Redman. Die zweite Hommage ist „Sibelius“, inspiriert vom „Demanten på Marssnön (op. 36)“ des finnischen Komponisten Jean Sibelius; der Titel bedeutet „Der Diamant im Märzschnee“. Das Album enthält außerdem eine Neuauflage von Solostücken aus Kornstads früheren Alben Dwell Time (2009), Symphonies in My Head (2011) und Live in Sarajevo (2015).

## Titelliste

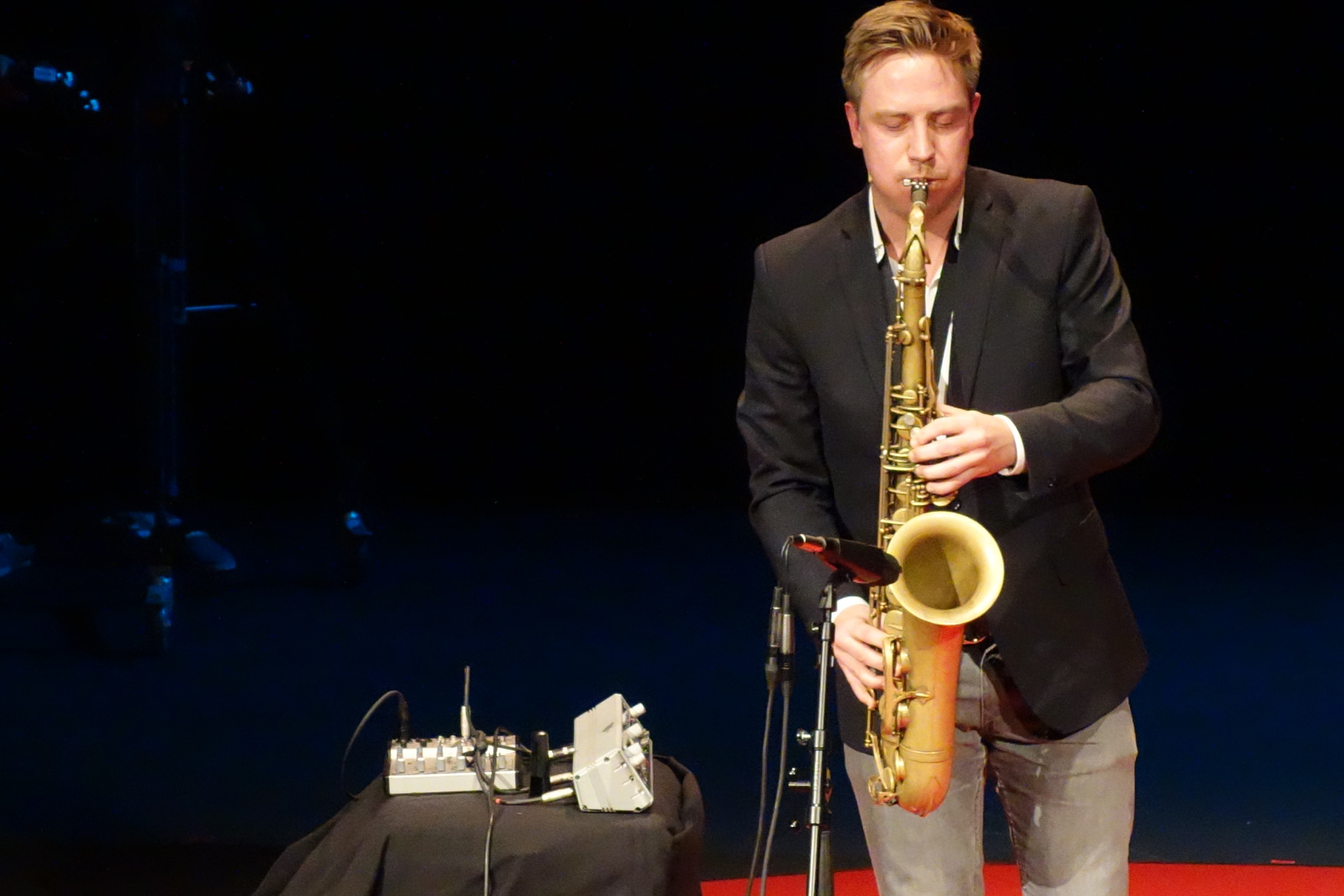
Håkon Kornstad bei einem Auftritt bei der TED Oslo 2012

- Håkon Kornstad: Out of the Loop (Jazzland/Edel 1079342JZL)[1]

1. Waking Arp 6:15
2. Petrus 7:58
3. Sibelius 6:51
4. Bremen 6:18
5. Dewey Number 4:36
6. Strut 6:35
7. A Movie That Never Was 3:41
8. Oslo 4:40
9. Plystre 7:53
10. Noir 4:41
11. Sansula 2:53
12. Damascus 4:57
13. Pearlfisher 7:23
14. Flutter 5:27
15. Sweden 7:57

Alle Kompositionen stammen von Håkon Kornstad.

## Rezeption

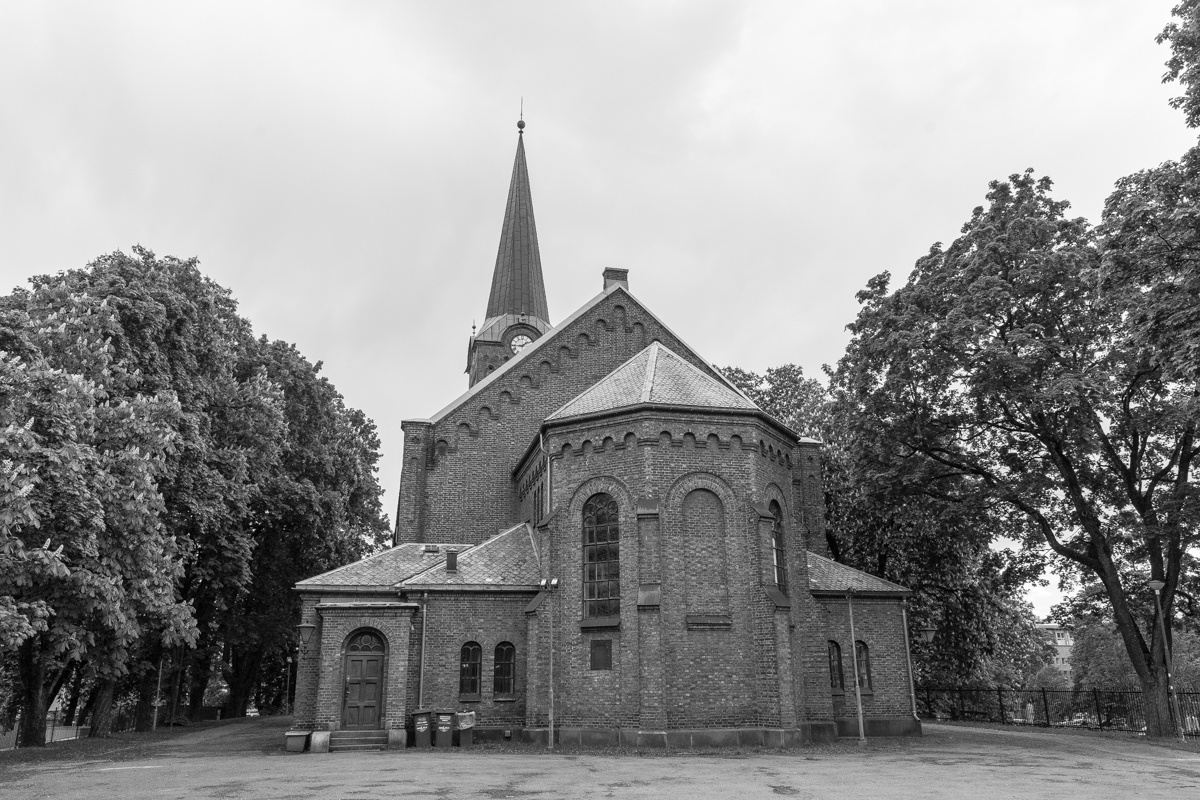
Die Sofienberg-Kirche in Oslo, in der Håkon Kornstad das Album aufnahm

Josef Engels schrieb in Rondo, natürlich mache Kornstad auch auf „Out of the Loop“ das, was man von einem durch die Electrojazz-Schule eines Bugge Wesseltoft gegangenen Musikers erwarten darf: „Er erschafft auf der Grundlage von rhythmisiertem Ventilklappern, Zungenschnalzen und kehligen Riffs dunkel pulsierende Groove-Miniaturen. Es sei diese eigentümliche Stimmung zwischen Schlaf und Aufwachen, die „Out of the Loop“ auszeichnet.“ Er schaffe einen in Dämmerzustand, den viele, die dem Albumtitel entsprechend aus allen Zusammenhängen gerissen wurden, nur zu gut kennen, so der Autor. Kornstad helfe beim behutsamen Auftauchen. Was er da macht, könnte man daher auch als Dekompressionsmusik bezeichnen.
Nach Ansicht von Peter Bacon (London Jazz News) würden sich geschlungene lange Töne eines Tenorsaxophons für die Hervorrufung eines tranceähnlichen Zustands und für den Eindruck einer Welt eignen, die in einer Art erzwungener Stasis schwebe, den Atem anhält und wartet. Aber Kornstad sei geschickt darin, seinen Loops mit Zungenschlag auf den Blasinstrumenten und einem Hauch von Sandpapier im Timbre Rhythmus und Groove zu verleihen. „Bremen“ und der Opener „Waking Arp“ zeigen diese Seite der Aufnahme. Sein Gesangsbeitrag auf „Sibelius“, bei der er seine Saxophonimprovisation über seinen Gesang von Jean Sibelius’ Demanten på Marssnön legte, bilde das herausragende Herzstück des Albums.